# Raijin

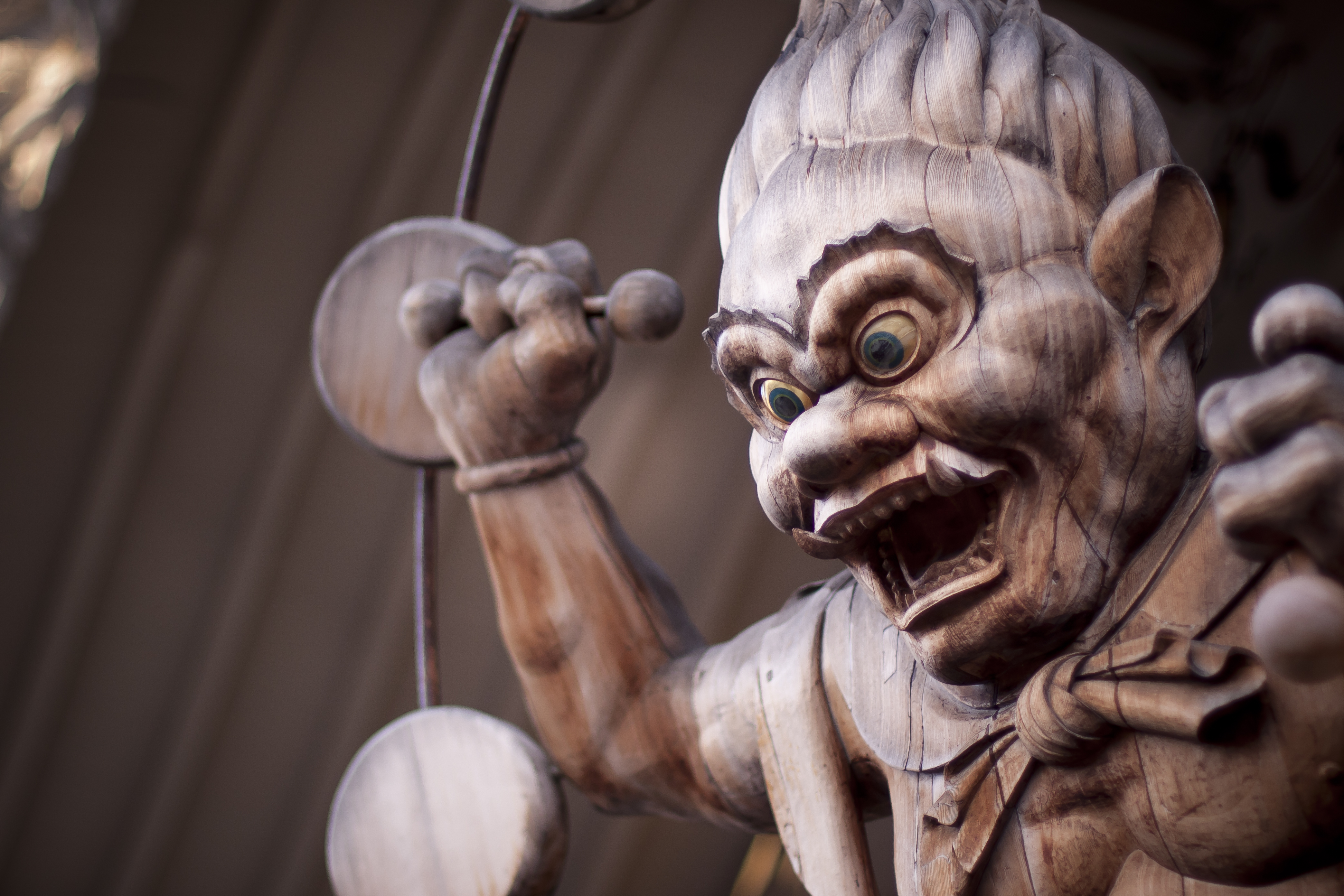
Raijin

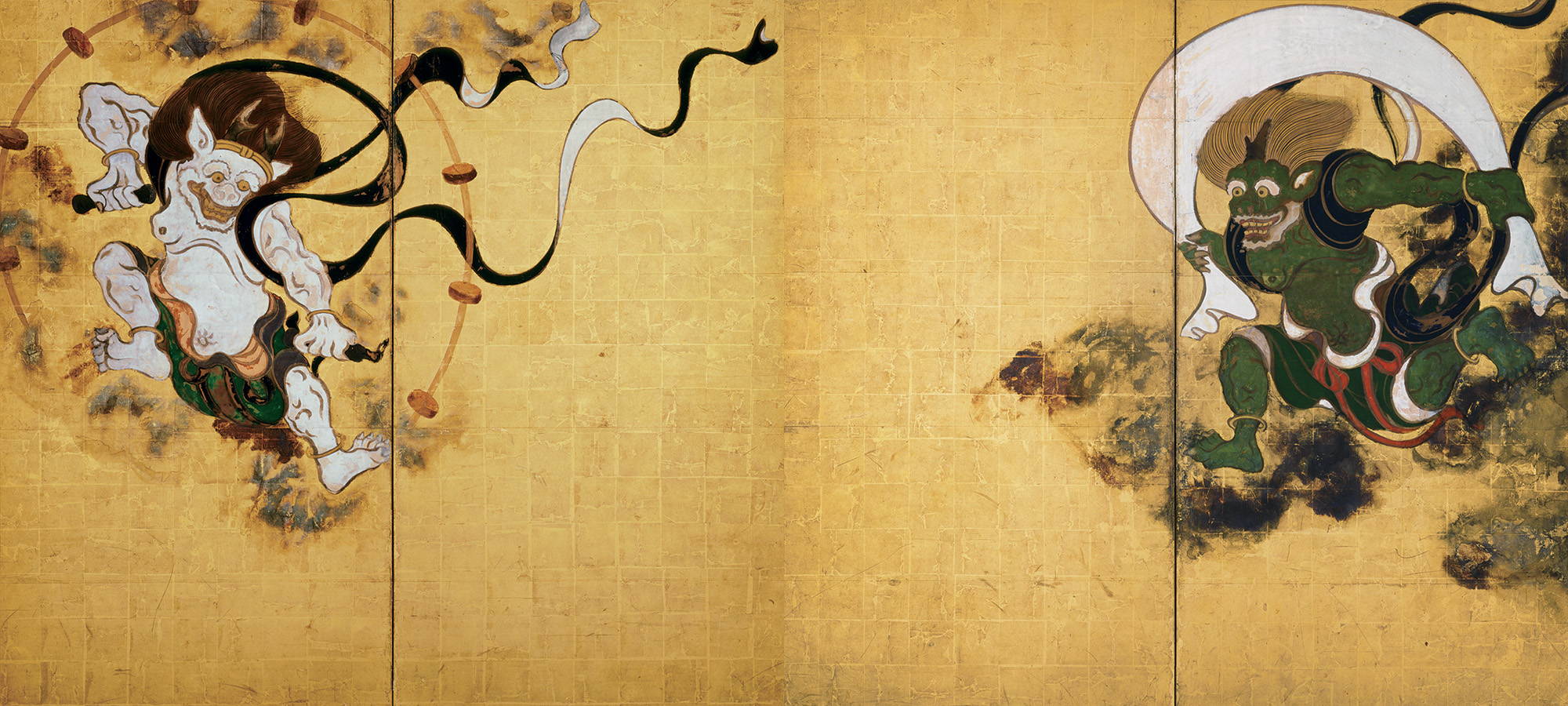
Sōtatsu (? – ok. 1640), Fūjin i Raijin (Fūjin-Raijin-Zu)

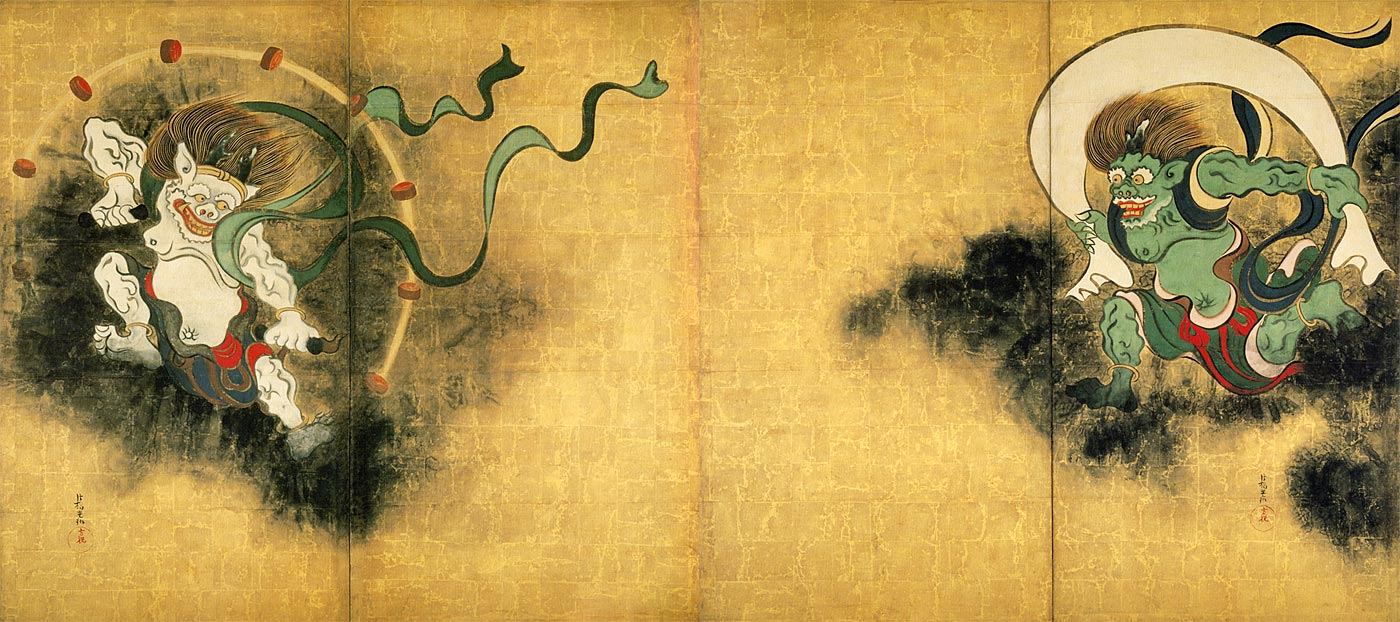
Kōrin Ogata (1658–1716) Raijin (po lewej), Fūjin (po prawej)

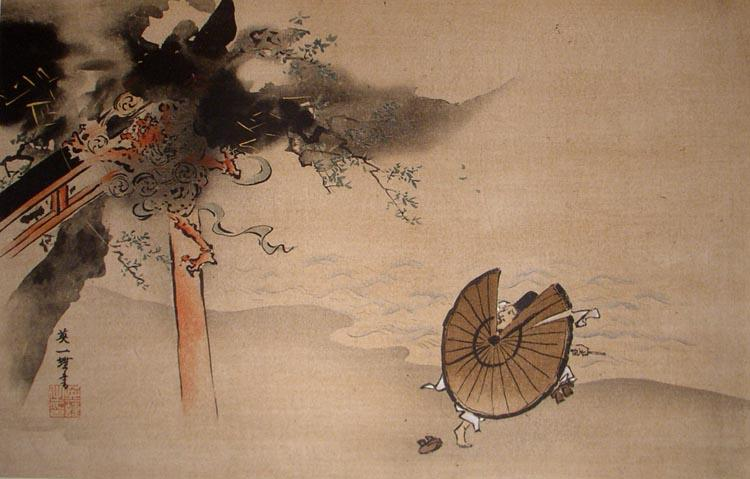
Itchō Hanabusa (1652–1724), Raijin lub Uderzenie boga gromów (malunek na jedwabiu)

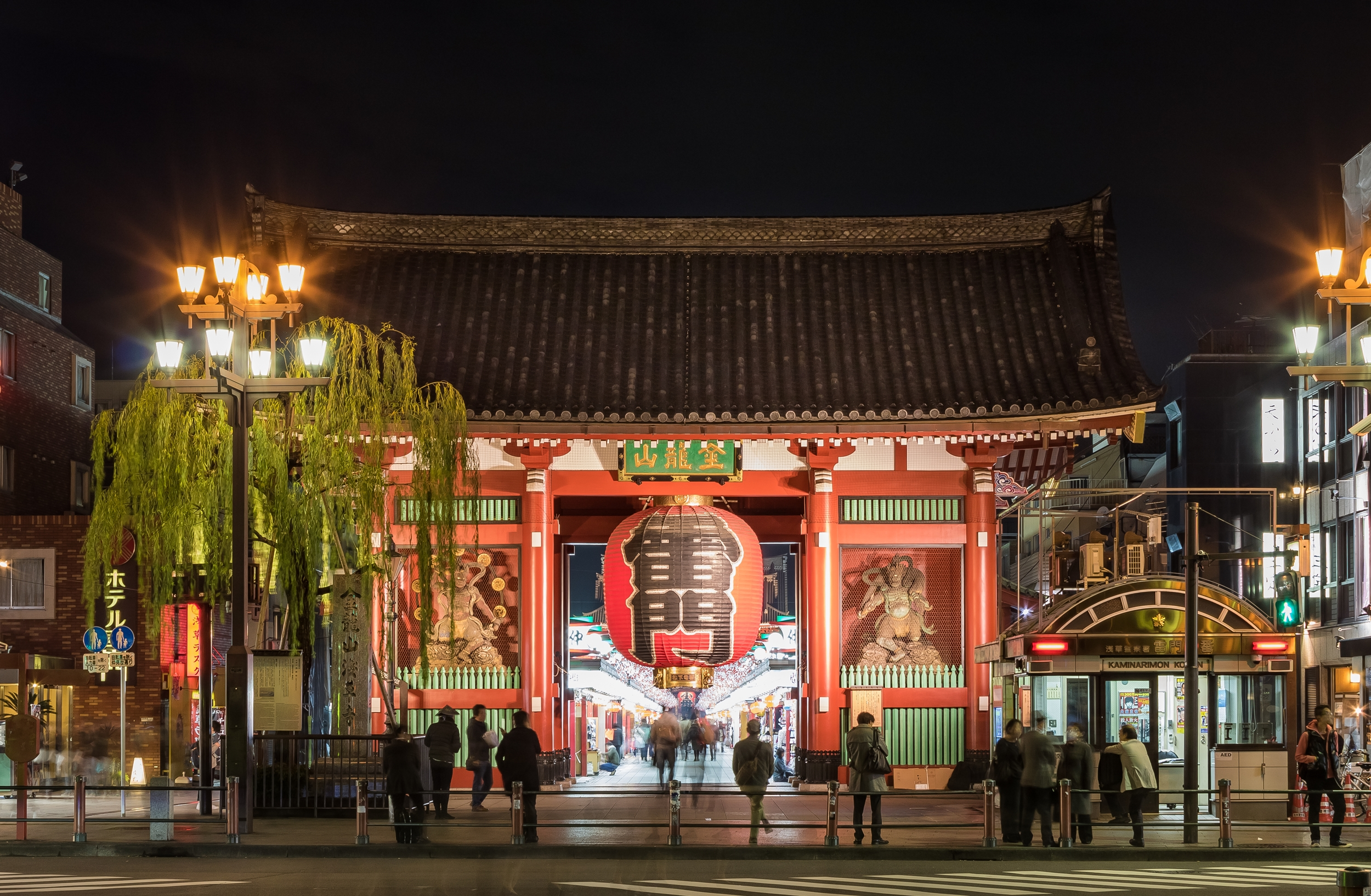
Brama Kaminari-mon świątyni Sensō-ji w tokijskiej dzielnicy Asakusa; we wnęce po lewej Raijin, po prawej Fūjin

Raijin (jap. 雷神; także: Ikazuchi-no-kami) – bóg gromów, piorunów, występujący w shintō, japońskich wierzeniach ludowych i buddyzmie. 

## Nazewnictwo
Raijin jest znany także jako Kaminari-sama (jap. 雷様 Szanowny Grom), Raiden-sama (jap. 雷電様 Szanowny Grom-Błyskawica), Narukami (jap. 鳴神), Raikō (jap. 雷公). 
W dawnych czasach grzmot i błyskawica były uważane za atmosferyczne przejawy gwałtownego zachowania bóstwa (kami) gromów, a błyskawica (inazuma lub inabikari) uderzająca w ziemię była interpretowana jako tymczasowa manifestacja kami, ale także jako powodująca wzmożenie wzrostu ryżu na polach. Słowo kaminari można rozumieć jako „brzmiący” (nari) „bóg” (kami).

## Wygląd
Raijin jest przedstawiany przeważnie w postaci demona (oni), ubranego jedynie w fundoshi (tradycyjna japońska bielizna męska) z tygrysiej skóry, otoczonego pierścieniem połączonych bębnów (taiko) i trzymającego w rękach pałeczki (bachi) do uderzania w nie. Tak też został pokazany w kompozycji malarskiej pt.: Fūjin-Raijin-Zu na parawanie (byōbu) autorstwa Sōtatsu. W późniejszym czasie powstały repliki tego dzieła m.in. w wykonaniu Kōrina Ogaty.
Wedle japońskich wierzeń bramy do świata oni znajdowały się na północnym wschodzie. Kierunek ten nazywany był ushitora (jap. 艮) i dzielił się na dwa kierunki pośrednie: ushi (jap. 丑 wół) i tora (jap. 寅 tygrys). Gdy gromy spadają z nieba, wraz z nimi na Ziemię schodzą raijū – bestie towarzyszące piorunom. Raijin bywa humorystycznie przedstawiany na obrazach, gdzie zlatuje na chmurze na ziemię tylko po to, by uderzyć w taiko i znów wzbić się w przestworza.

## Folklor
Według podań, dworzanin, poeta i kaligraf żyjący w okresie Heian, Michizane Sugawara (845–903), po śmierci został deifikowany pod imieniem Tenman lub Tenjin, który często jest utożsamiany z Raijinem. W folklorze, ze względu na strach przed nim, nazywany jest honoryfikatywnie Kaminari-sama (jap. 雷様 Czcigodny Grom, Szanowny Grom). Mówi się, że „gdy Godny Szacunku Grom opada na ziemię zabiera ludziom pępki”. W Japonii, gdy dzieci chodzą latem z odkrytymi brzuchami, dorośli zwykli mówić: „Pan Grom przyjdzie i zabierze twój pępek” (jap. 雷様がへそを取りに来るよ Kaminari-sama ga heso wo tori ni kuru yo). Oznacza to: „Noś ubranie tak, aby zakryć brzuch”. Latem jest gorąco i wilgotno, ale temperatura szybko spada, gdy pojawia się burza z piorunami. Tak rodzice pilnują, aby dzieci nie eksponowały swojego ciała na zimno i nie zaziębiały się.
Aby uchronić się od Pana Groma, należy skryć się pod moskitierą lub wykrzykiwać słowo: „kuwabara-kuwabara” (jap. 桑原桑原 dosł. „pole morwowe-pole morwowe”; w znaczeniu pol.: „odpukać w niemalowane drewno”) – według podań po śmierci Michizane, gdy zmienił się w Czcigodnego Groma, mógł zniszczyć całą stolicę kraju, lecz zamiast tego pioruny uderzyły w pola morwowe w jego posiadłości.
Występuje w parze z bóstwem wiatru o imieniu Fūjin, który na barkach niesie worek wiatru.

## Wybrane chramy związane z kultem Raijina
- W Kamigamo-jinja – w Kioto, Raijin występuje pod imieniem Kamo-wake-ikazuchi-kami (jap. 賀茂別雷神)
- W Dazaifu Tenman-gū – w Dazaifu (prefektura Fukuoka), znajduje się grób Michizane Sugawary, czczony jako Tenjin (火雷天神 - Karai Tenjin)
- W Shiogama-jinja – w Shiogami, (prefektura Miyagi): Takemikazuchi-no-kami (jap. 建御雷神)
- W Raiden-jinja – liczne chramy rozrzucone po kraju, głównie w regionie Kantō: Ho-no-Ikazuchi-kami (jap. 火雷神), Ō-ikazuchi-kami (jap. 大雷神), Wake-ikazuchi-kami (jap. 別雷神)

## Raijin w źródłach historycznych i literaturze
- Kojiki: Takemikazuchi (jap. 建御雷神) i inne.
- Kigo: Raijin występuje pod imionami Ikazuchi (jap. 雷), Hatatagami (jap. はたたがみ), Raimei (jap. 雷鳴). Oznacza późne lato.
- Nō: główny bohater sztuki Raiden (jap. 雷電).
- Kabuki: Narukami (jap. 鳴神) w Narukami Fudō Kitayama Zakura (jap. 雷神不動北山桜).